# Бекниязова, Тлеубеке
Тлеубеке Бекниязова (род. 1938) — каракалпакский советский врач, депутат Верховного Совета СССР.

## Биография
Родилась в 1938 году. Каракалпачка. Образование высшее — окончила Ташкентский медицинский институт. Беспартийная.
С 1964 года врач-невропатолог, с 1972 года работала в республиканской больнице № 2 города Нукус.
Депутат Совета Союза Верховного Совета СССР 9 созыва (1974—1979) от Нукусского избирательного округа № 635 Каракалпакской АССР. Член Комиссии по здравоохранению и социальному обеспечению Совета Союза.